# 板峪三皇庙
板峪三皇庙是一处古建筑，位于山西省晋中市介休市张兰镇板峪村，建于清。
2021年8月4日，板峪三皇庙公布为第六批山西省文物保护单位。